# Чьеф, Шандор
Шандор Чьеф (венг. Sándor Csjef; 22 августа 1950, Будапешт — 20 марта 2016, Монориердё) — венгерский боксёр, представитель полусредней и первой средней весовых категорий. Выступал за сборную Венгрии по боксу в первой половине 1970-х годов, чемпион Европы, победитель и трёхкратный бронзовый призёр национальных первенств. На соревнованиях представлял столичный спортивный клуб «Уйпешти».

## Биография
Родился 22 августа 1950 года в Будапеште. Активно заниматься боксом начал в возрасте двенадцати лет, проходил подготовку в столичном спортивном клубе «Уйпешти» под руководством тренеров Пала Добронаи и Ференца Келлнера.
Впервые заявил о себе в сезоне 1969 года, выиграв в полусреднем весе серебряную медаль на чемпионате Венгрии. Год спустя побывал на чемпионате Европы среди юниоров в Мишкольце, откуда тоже привёз награду серебряного достоинства. В 1972 и 1973 годах так же был серебряным призёром в зачёте венгерских национальных первенств.
Наибольшего успеха на взрослом международном уровне добился в сезоне 1973 года, когда вошёл в основной состав венгерской национальной сборной и благодаря череде удачных выступлений удостоился права защищать честь страны на чемпионате Европы в Белграде. В зачёте первой средней весовой категории он победил всех своих соперников по турнирной сетке, в том числе выиграл 5:0 у голландца Адри Хусена в четвертьфинале, победил 4:1 представителя Югославии Живорада Елисиевича на стадии полуфиналов, тогда как в решающем финальном поединке со счётом 5:0 взял верх над немцем Манфредом Вайднером и завоевал тем самым золотую медаль.
В 1974 году одержал победу на чемпионате Венгрии в первом среднем весе, однако на международной арене он в дальнейшем никак себя не проявил и вскоре принял решение завершить спортивную карьеру. Впоследствии в течение многих лет работал тренером по боксу.
Погиб 20 марта 2016 года в возрасте 65 лет, попав под поезд недалеко от деревни Монориердё медье Пешт.